# 玉带濠
玉带濠位于中国广州市越秀区南部素波巷，原是广州南面的东西走向的护城河，曾是广州的河涌之一。东起东濠，流经越秀路、文明路、大南路、大德路后折向人民南路，再在西濠口汇合西濠流入珠江。全长约2.78公里。
历史上，玉带濠开凿于宋真宗景德年间，河面宽二十丈，深三丈。明初广州三城合一，玉带濠被纳入新城，因成“U”字形，形似玉带，故名。当时的富人豪绅纷纷争地，这使得其日益狭窄。清初时已仅可顺着潮水把舟开入。民国时期成为一条臭水涌。中华人民共和国成立后，广州市人民政府全面治理玉带濠，但水质依然欠佳，加上城市发展的需要，玉带濠于1952年被改建成暗渠。现存地名素波巷和玉带濠。